# John Moore (Politiker, 1788)

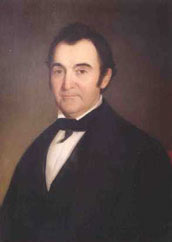
John Moore

John Moore (* 1788 im Berkeley County, Virginia; † 17. Juni 1867 in Franklin, Louisiana) war ein US-amerikanischer Politiker. Zwischen 1840 und 1853 vertrat er zweimal den Bundesstaat Louisiana im US-Repräsentantenhaus.

## Werdegang
Das genaue Geburtsdatum von John Moore ist nicht bekannt. Er wurde 1788 im Berkeley County geboren, das seit 1863 zum Bundesstaat West Virginia gehört. Nach einer guten Schulausbildung zog Moore nach Franklin in Louisiana. Dort begann er eine politische Laufbahn. Zwischen 1825 und 1834 war er Abgeordneter im Repräsentantenhaus von Louisiana. In den 1830er Jahren wurde er Mitglied der Whig Party.
Nach dem Rücktritt des Abgeordneten Rice Garland wurde Moore bei der fälligen Nachwahl für den dritten Sitz von Louisiana als dessen Nachfolger in das US-Repräsentantenhaus in Washington, D.C. gewählt, wo er am 17. Dezember 1840 sein neues Mandat antrat. Nach einer Wiederwahl bei den regulären Kongresswahlen des Jahres 1840 konnte er bis zum 3. März 1843 im Kongress verbleiben. Diese Zeit war von den Spannungen zwischen seiner Partei und Präsident John Tyler sowie den Diskussionen um eine mögliche Annexion der seit 1836 von Mexiko unabhängigen Republik Texas überschattet. Damals war Moore Vorsitzender des Ausschusses für private Landansprüche.
Nach seinem Ausscheiden aus dem US-Repräsentantenhaus zog John Moore nach New Iberia im Iberia Parish. Dort heiratete er Mary Weeks, die Witwe eines Plantagenbesitzers. Bei den Kongresswahlen des Jahres 1850 wurde er für den vierten Wahlbezirk seines Staates noch einmal in den Kongress gewählt, wo er zwischen dem 4. März 1851 und dem 3. März 1853 eine weitere Legislaturperiode absolvierte. Diese war von den Spannungen im Vorfeld des Bürgerkrieges bestimmt. Im Jahr 1861 war Moore Delegierter auf der Versammlung, auf der der Staat Louisiana den Austritt aus der Union beschloss. Danach ist er politisch nicht mehr in Erscheinung getreten. John Moore starb am 17. Juni 1867 in Franklin und wurde auf seinem Anwesen „The Shadows“ im Iberia Parish beigesetzt.